# Scymnodon
Genre
Scymnodon est un genre de requins.

## Liste des espèces
- Scymnodon ichiharai Yano et Tanaka, 1984 - Squale grogneur japonais
- Scymnodon ringens Barbosa du Bocage et Brito Capello, 1864 - Squale grogneur commun
- Scymnodon squamulosus (Günther, 1877) - Squale grogneur velouté